# Lütian
Lütian (kinesiska: 吕田) är en köping i sydöstra Kina. Den ligger i stadsdistriktet Conghua i provinshuvudstaden Guangzhou i provinsen Guangdong, omkring 100 kilometer nordost om centrala Guangzhou. Antalet invånare är 23 430. Befolkningen består av 11 394 kvinnor och 12 036 män. Barn under 15 år utgör 19,0 %, vuxna 15-64 år 69 %, och äldre över 65 år 10,0 %.